# W Wirze
W Wirze - film opowiadający o losach DJ'eya który zakochuje się w córce mafijnego bossa. Główną rolę w filmie gra Usher.

## Opis filmu
Nowojorski DJ klubowy dostaje pracę osobistego ochroniarza córki mafijnego bossa. Niebawem Darrell i Dolly zakochują się w sobie i nawiązują romans za plecami ojca dziewczyny.

## Obsada
- Usher – Darrell
- Emmanuelle Chriqui – Dolly Pacelli
- Chazz Palminteri – Frank Pacelli
- Robert Costanzo – Tony
- Kevin Hart – Busta
- Robert Davi – Fish
- Matt Gerald – Jackie